# 火山碎屑

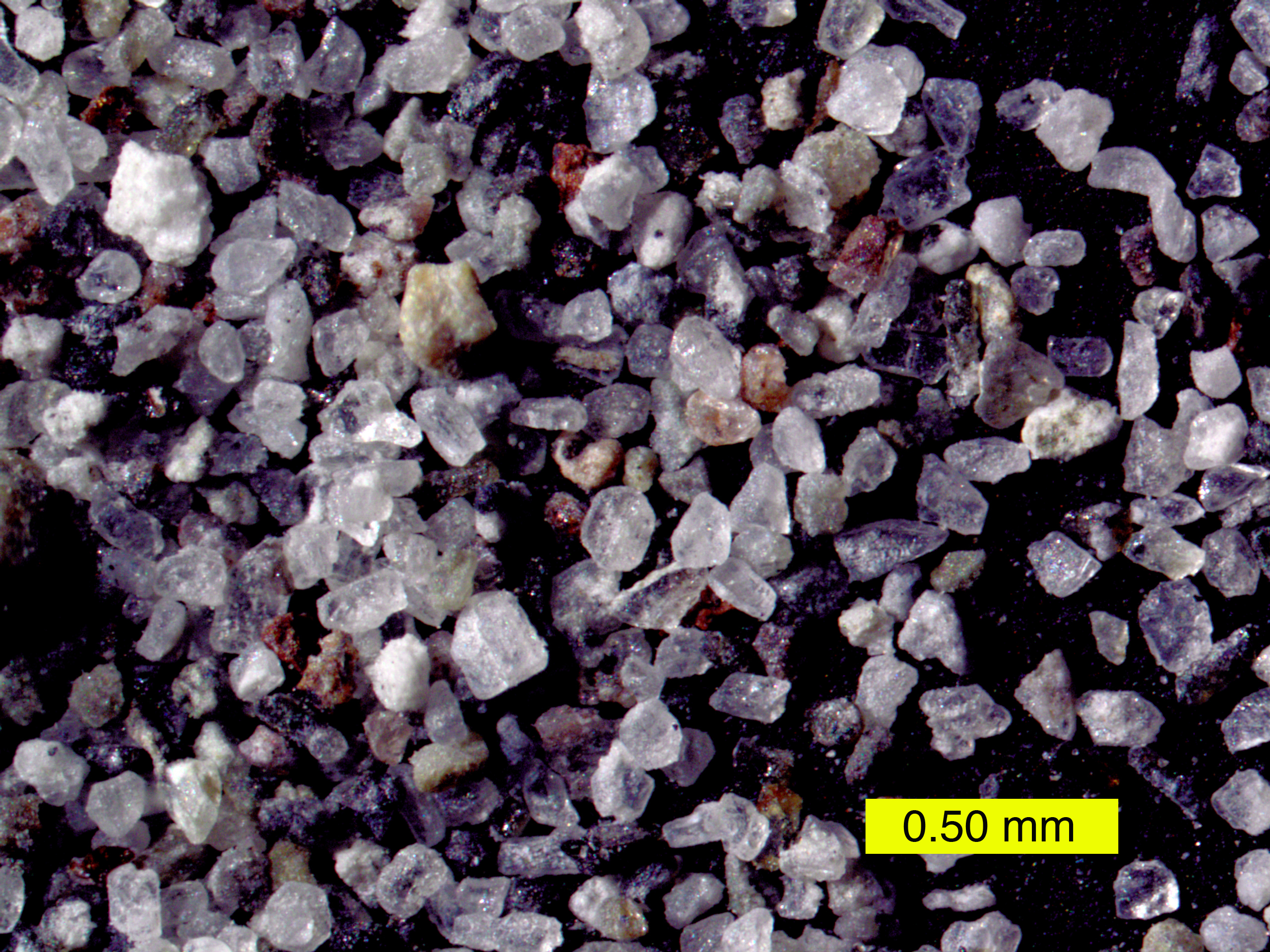
火山灰样本

火山碎屑是一種空氣墜落材料，由火山爆發所導致，不管其構成或大小。火山灰主要為流紋岩，在構成裡因為多數易爆的火山是更黏的felsic或高的硅土岩漿的產品。火山碎屑的發行跟隨爆發通常介入最大的冰礫下落對地面最快和因此最緊密對出氣孔，當更小的片段旅行進一步灰可能經常旅行為數以萬計英哩當它可能停留在統溫層幾個星期。 
火山碎屑片段由大小分類：
- 火山灰- 微粒少於直徑2毫米。
- 火山礫或火山渣- 在直徑2和64毫米之間。
- 火山的炸彈或火山的塊- 直徑大於64毫米。

詞語"tephra"和"pyroclast"兩個從希臘語獲得。Tephra指"灰"。Pyro意味"火"和klastos意味"打破";因而pyroclasts指"被火打破"。對火山碎屑層的研究叫作火山碎屑學。